# كودي براون
كودي براون (بالإنجليزية: Cody Brown)‏ هو لاعب كرة قدم أمريكية أمريكي، ولد في 9 نوفمبر 1986 في كورال سبرنغز في الولايات المتحدة.

## وصلات خارجية
- كودي براون على موقع مرجع كرة القدم المحترفة.كوم (الإنجليزية)